# Neoraimondia arequipensis
Neoraimondia arequipensis (Backeb.) Buxb., és una espècie fanerògama que pertany a la família de les cactàcies.

## Distribució
És endèmica del Perú, rara en la vida silvestre.
Es troben en zones de Llomes a part de la costa peruana, al llarg de la Panamericana Sud, on passa un poble de nom Atiquipa, però no se sap realment si té o no relació amb les conegudes puya de Raimondi, que creixen en diverses parts del Perú, inclòs l'altiplà.
Sobreviuen amb molt poca aigua, només amb la brisa del mar a les llomes costaneres o els plugims, fenomen que s'origina amb el corrent del Niño.

## Descripció
És una planta arbustiva perenne i carnosa que assoleix els 9 m d'altura i uns 40 cm de diàmetre. Té de 5 a 8 costelles amb arèoles de 5 cm de llarg armades d'espines, algunes de fins a 25 cm de llarg. Les flors són de color blanc o rosa.

## Taxonomia
Neoraimondia arequipensis va ser descrita per (Backeb.) Buxb. i publicat a Blätter für Kakteenforschung, l'any 1936.
Etimologia
Neoraimondia: nom genèric que va ser anomenat en honor de l'explorador, naturalista i científic peruà nascut a Itàlia, Antonio Raimondi.
arequipensis: epítet geogràfic que al·ludeix a la seva localització a Arequipa.
Sinonímia
| - Cereus macrostibas - Neoraimondia macrostibas - Neoraimondia gigantea var. saniensis - Neoraimondia arequipensis var. riomajensis - Neoraimondia peruviana - Pilocereus macrostibas | - Neoraimondia macrostibas var. gigantea - Neoraimondia arequipensis var. aticensis - Neoraimondia aticensis - Cereus arequipensis - Neoraimondia gigantea - Neoraimondia arequipensis var. rhodantha |